# Municipio de Willow (Nebraska)
El municipio de Willow (en inglés: Willow Township) es un municipio ubicado en el condado de Antelope en el estado estadounidense de Nebraska. En el año 2010 tenía una población de 50 habitantes y una densidad poblacional de 0,54 personas por km².

## Geografía
El municipio de Willow se encuentra ubicado en las coordenadas 42°13′12″N 97°53′35″O / 42.22000, -97.89306. Según la Oficina del Censo de los Estados Unidos, el municipio tiene una superficie total de 92.48 km², de la cual 92,48 km² corresponden a tierra firme y (0 %) 0 km² es agua.

## Demografía
Según el censo de 2010, había 50 personas residiendo en el municipio de Willow. La densidad de población era de 0,54 hab./km². De los 50 habitantes, el municipio de Willow estaba compuesto por el 100 % blancos. Del total de la población el 0 % eran hispanos o latinos de cualquier raza.